# La Dernière Violette
Pour plus de détails, voir Fiche technique et Distribution.
La Dernière Violette est un court métrage français réalisé par André Hardellet et Michel Champetier, sorti en 1974,

## Synopsis
Un tueur s'en prend aux vieilles dames. Où l'on voit la mort, sous les traits de « L'Effaceur », venir chercher une vieille dame au cours de la fête qu'elle donne. 

## Fiche technique
- Titre : La Dernière Violette
- Réalisation : André Hardellet, Michel Champetier
- Scénario : André Hardellet d'après sa nouvelle Le Tueur de vieilles
- Musique : Roger Damin
- Société de production : Les Films du Chardon
- Société de distribution : Les Films du Chardon
- Pays de production :  France
- Langue : français
- Format : couleur — 35 mm — son monophonique
- Genre : court métrage
- Durée : 14 minutes
- Date de sortie : France : 26 juin 1974

## Distribution
- Serge Gainsbourg : le tueur
- Madeleine Damien : la vieille dame

## Autour du film
- Un court métrage qui a été beaucoup vu au cinéma, car il était distribué en première partie du film érotique Emmanuelle de Just Jaeckin (1974).